# Nimravides
Nimravides — викопний рід хижих ссавців родини Котові (Felidae), що існував на території Північної Америки у пізньому міоцені (13,6-5 млн років тому). Незважаючи на подібність назви, рід не належить до родини Nimravidae.
Найбільшим видом є N. catacopsis, що мав розмір тигра і нагадував примітивного Machairodus aphanistus, вид, який відомий з верхнього міоцену Євразії.